# Allée des Lapins
L'allée des Lapins est une voie située dans le 12e arrondissement de Paris, en France.

## Origine du nom

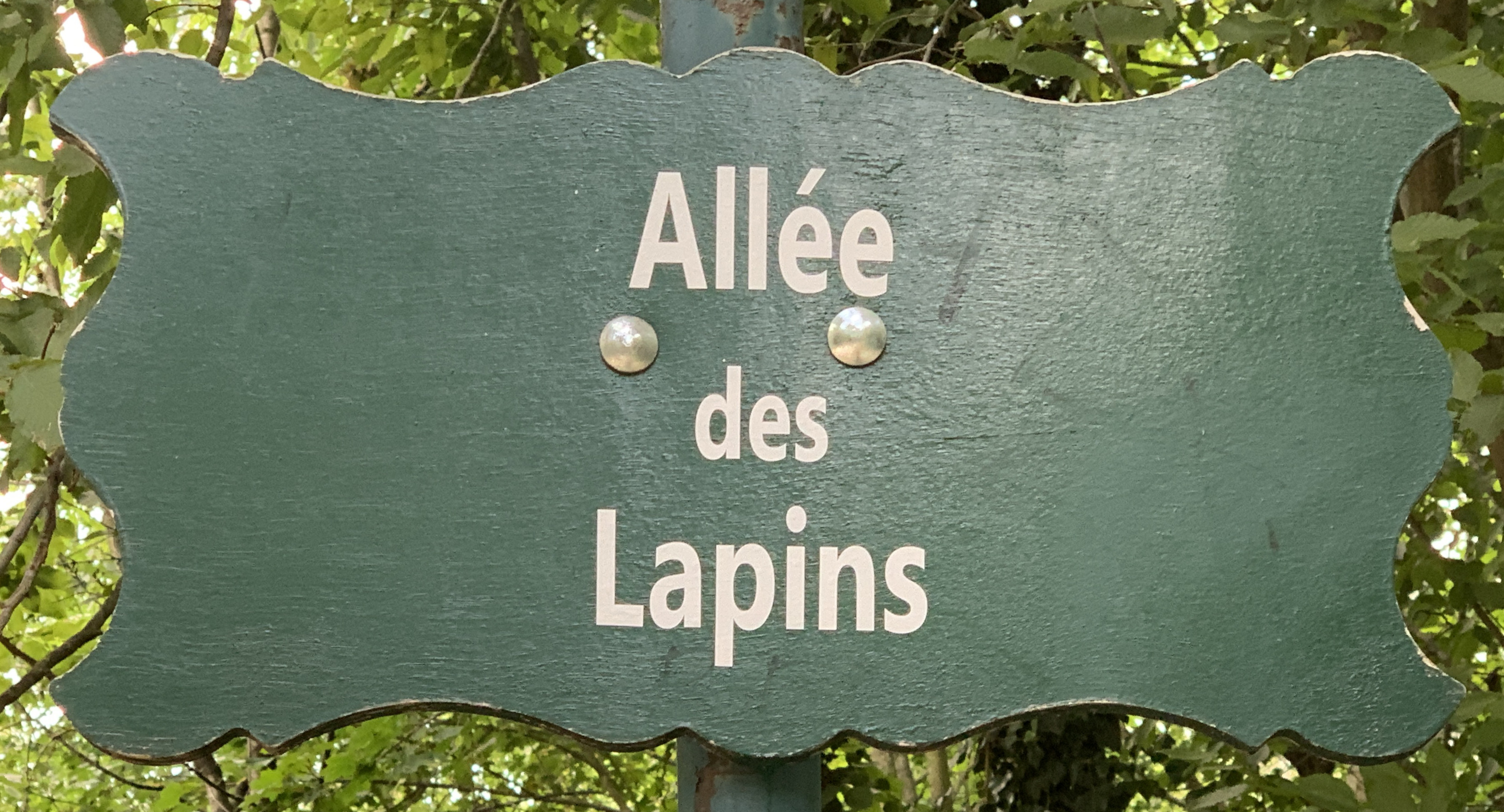
Plaque de l'allée.